# Marie-Hélène Descamps
Pour les articles homonymes, voir Descamps.
Marie-Hélène Descamps, dite Mylène Descamps, née Roy le 5 juillet 1938 à Monts (Indre-et-Loire) et morte le 2 août 2020, à Neuilly-sur-Seine est une journaliste et femme politique française.

## Biographie
Diplômée de l'Institut des hautes études cinématographiques (IDHEC), Marie-Hélène Descamps est assistante de réalisation puis journaliste à Télé 7 jours. Elle s'installe à Lille et devient responsable des éditions Nord de Télé 7 jours.
Revenue à Paris, elle est assistante de réalisation à l'ORTF, avant d'entrer en 1974 au cabinet de Michel d'Ornano, successivement ministre de l'Industrie et de la Recherche, puis de la Culture et de l'Environnement et enfin de l'Équipement et du Cadre de vie.  
En 1981, après avoir participé à sa campagne présidentielle, elle est chargée de presse de l'ancien chef de l'État Valéry Giscard d'Estaing et chef du service de presse de l'UDF. Elle fonde en 1988 avec Anne Méaux Image 7, société de conseil en image et en communication financière et institutionnelle, dont elle sera directrice associée.  
En 2002, elle est élue députée européenne (UMP-PPE), représentant la région Centre. Elle ne se représente pas en 2009.
Elle est l'épouse de Jean-Jacques Descamps, secrétaire d'État au Tourisme de 1986 à 1988, ancien député-maire de Loches.

## Distinctions
- Officier de la Légion d'honneur[2]
- Officier de l'ordre national du Mérite[2]